# (6025) Naotosato
6025 Naotosato is een Eaanse planetoïde in het buitenste gebied van de planetoïdengordel. Hij is ontdekt op 30 december 1992 in het Nihondaira-observatorium door Takeshi Urata in Ōhira, Japan. De planetoïde heeft zijn naam te danken aan Japanse amateurastronoom Naoto Sato.

## Naamgeving
Naotosato is vernoemd naar Japanner Naoto Satō  (geboren 1953). Sato was amateurastronoom en natuurkundedocent op een junior high school. Hij gebruikte een CCD-camera om planetoïden te observeren. Daarmee maakte hij een pre-ontdekkingswaarneming van komeet C/1989 Y2 (later toegeschreven aan McKenzie-Russell).

## Baan
Naotosato draait om de zon met een afstand van 2,8-3,2 AE elke 5 jaar en 3 maanden. Zijn baan heeft een excentriciteit van 0,07.